# Dahme (Holstein)
Dahme é um município da Alemanha localizado no distrito de Ostholstein, estado de Schleswig-Holstein.